# Skórzec (gromada w powiecie siedleckim)
Skórzec – dawna gromada, czyli najmniejsza jednostka podziału terytorialnego Polskiej Rzeczypospolitej Ludowej w latach 1954–1972.
Gromady, z gromadzkimi radami narodowymi (GRN) jako organami władzy najniższego stopnia na wsi, funkcjonowały od reformy reorganizującej administrację wiejską przeprowadzonej jesienią 1954 do momentu ich zniesienia z dniem 1 stycznia 1973, tym samym wypierając organizację gminną w latach 1954–1972.
Gromadę Skórzec z siedzibą GRN w Skórcu utworzono – jako jedną z 8759 gromad – w powiecie siedleckim w woj. warszawskim, na mocy uchwały nr VI/10/18/54 WRN w Warszawie z dnia 5 października 1954. W skład jednostki weszły obszary dotychczasowych gromad Czerniejew, Dąbrówka-Ług, Dąbrówka-Stany, Gołąbek i Skórzec ze zniesionej gminy Skórzec w tymże powiecie. Dla gromady ustalono 27 członków gromadzkiej rady narodowej.
31 grudnia 1959 do gromady Skórzec przyłączono obszar zniesionej gromady Grala-Dąbrowizna w tymże powiecie.
31 grudnia 1961 do gromady Skórzec włączono wsie Boroszków, Dąbrówka-Niwka i Nowaki ze zniesionej gromady Dąbrówka-Niwka w tymże powiecie.
1 stycznia 1969 do gromady Skórzec włączono wsie Dąbrówka Stara, Dąbrówka Wyłazy, Teodorów i Żelków Wieś ze zniesionej gromady Żelków-Kolonia w tymże powiecie.
Gromada przetrwała do końca 1972 roku, czyli do kolejnej reformy gminnej. 1 stycznia 1973 w powiecie siedleckim reaktywowano gminę Skórzec.